# Obra (Groot-Polen)
Obra is een dorp in de Poolse woiwodschap Groot-Polen. De plaats maakt deel uit van de gemeente Wolsztyn en telt 2000 inwoners.